# Lucio Fontana
Lucio Fontana (19. února 1899 Rosario, Argentina – 7. září 1968 Varese, Itálie) byl italský výtvarník argentinského původu. V mezinárodním měřítku se prosadil jako sochař a malíř. Ve svém díle se zabýval především otázkami koncepce prostoru. Začínal jako realistický umělec, po druhé světové válce se stal vůdčí postavou umělecké avantgardy v Itálii.

## Život

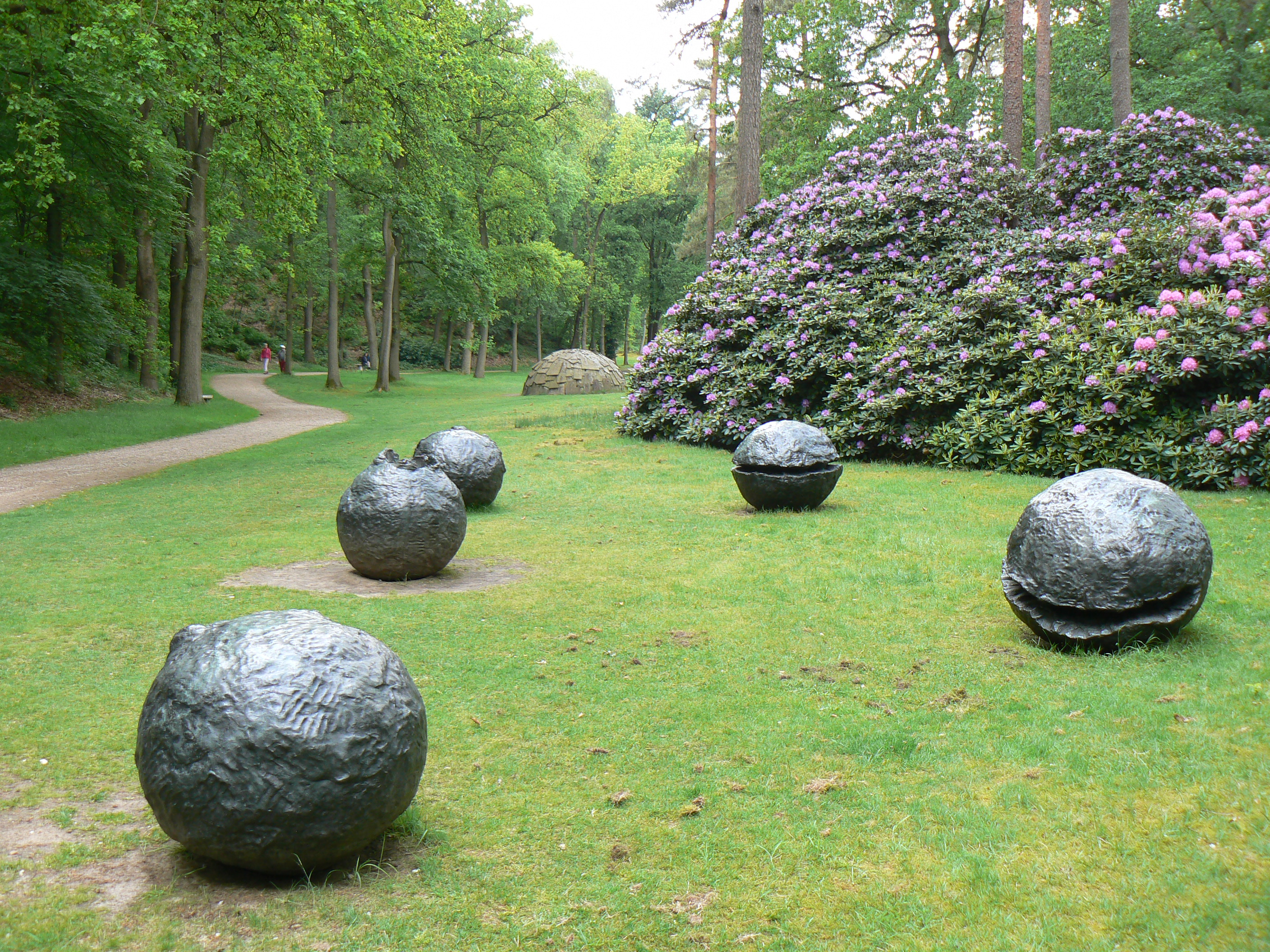
Prostorový koncept - Příroda 1959–1960, Nizozemsko

Lucio Fontana se narodil v argentinském městě Rosario v provincii Santa Fé. Jeho otec byl italský sochař, který do Argentiny emigroval v roce 1891. Pocházel z rodiny sochařů a kameníků ve Varese. Matka se jmenovala za svobodna Lucia Bottini a byla to argentinská herečka. V roce 1905 se Luciovi rodiče rozvedli. Otec se ještě téhož roku oženil znovu a poslal Lucia do Itálie do Varese. Hoch zde žil u příbuzných a navštěvoval základní školu. V roce 1914 se jeho otec spolu s manželkou a třemi Luciovými bratry vrátil z Argentiny a usadili se v Miláně. Lucio zde v letech 1914–1915 studoval na Technickém institutu Carla Cattanea. Jako dobrovolník sloužil v letech 1917–1918 v první světové válce, byl raněn a zproštěn služby. V roce 1918 studia dokončil jako diplomovaný inženýr.

V letech 1920–1922 studoval na Accademia di Belle Arti di Brera v Miláně. Roku 1922 se s celou rodinou vrátil do Argentiny a po dva roky pracoval v sochařské dílně svého otce v Rosariu. Roku 1924 si v Rosariu otevřel vlastní ateliér a vyhrál první soutěž – na pamětní desku Louise Pasteura. O rok později se zúčastnil první kolektivní výstavy, v témže roce zemřela jeho matka. V roce 1927 se vrátil do Milána, kde společně se symbolistickým sochařem Adolfo Wildtem až do roku 1930 pokračoval v přerušených studiích na Akademii Brera. 

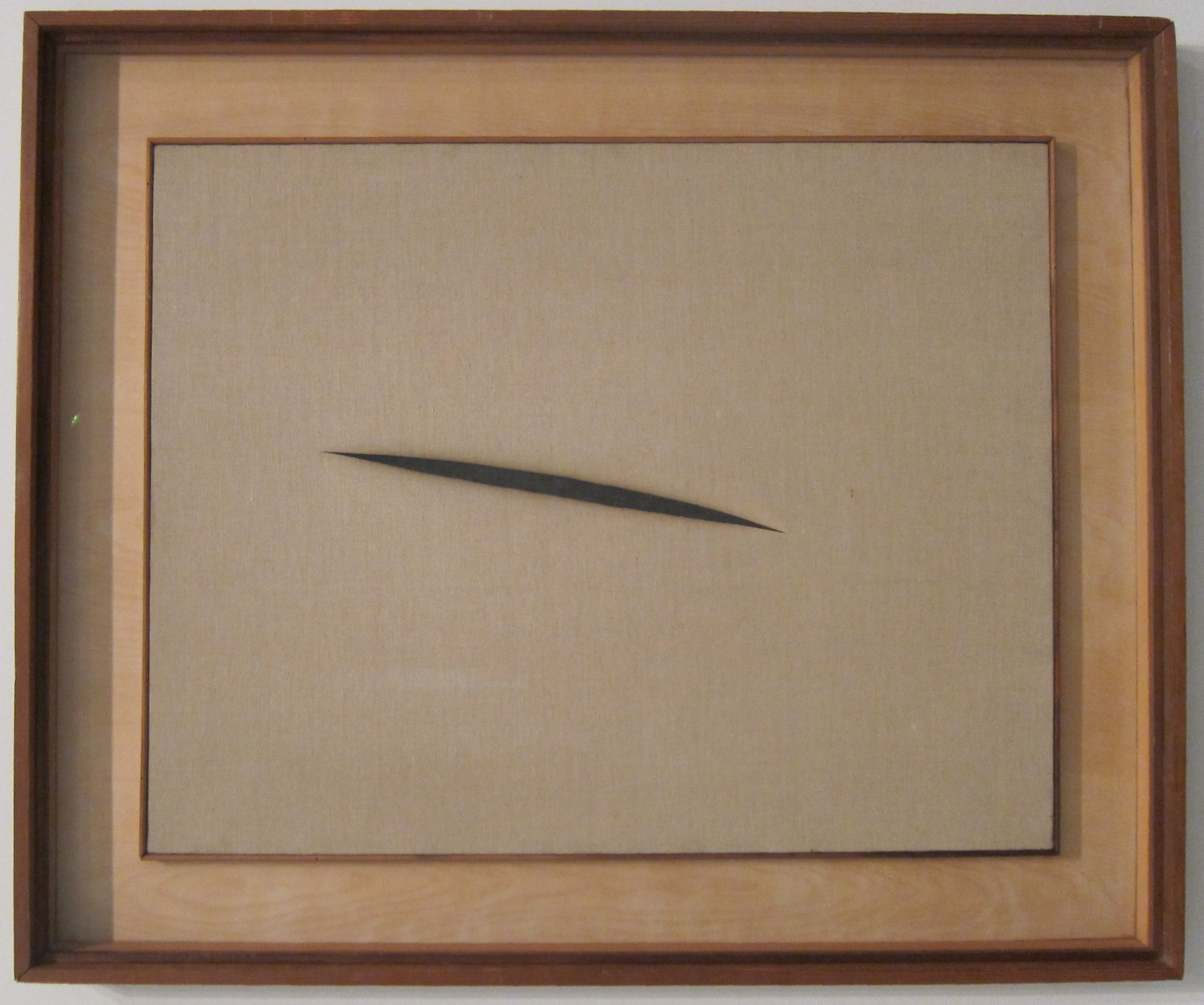
Prostorový koncept – Čekání, 1960, Tate Modern

 V té době ho sochař Fausto Melotti uvedl do společnosti architektů, kteří vyznávali styl zvaný racionalismus. Roku 1930 poznal Teresitu Rasini, která se roku 1952 stala jeho ženou. Fontana žil v Itálii v době fašismu. V roce 1933 vyhrál v Miláně soutěž na Mussoliniho bustu. Roku 1934 založil Sdružení italských abstraktních umělců a rok nato vstoupil do sdružení Abstraction-Création (Abstrakce–tvorba), do níž mj. patřil i František Kupka. Už v roce 1936 o něm vyšla první monografie, jejím autorem byl historik umění Edoardo Persico. Roku 1939 se připojil ke skupině Corrente (Současní), založené rok před tím.
V roce 1940 se vrátil do Argentiny a až do roku 1947 žil v Buenos Aires. Zde spolu s několika spřátelenými umělci založil roku 1946 Academia de Altamira. V témže roce Fontanovi zemřel otec. V dubnu 1947 se vrátil do Milána, kde založil hnutí Spazialismo (Prostorovost). Zemřel 7. září 1968 ve Varese.

## Dílo
Fontana se stal slavným až po druhé světové válce. Ve svém Bílém manifestu požadoval zrušení hranice mezi malbou a sochařstvím. V jím formulované prostorové koncepci (concetto spaziale) měly být sjednocené všechny fyzické prvky díla: tvar, barva, pohyb, zvuk a prostor, čímž mělo vzniknout totální umění. Jeho vývoj k originálnímu pojetí prostoru ve výtvarném díle však byl pozvolný. Jak v dílně svého otce, tak později jako samostatný výtvarník tvořil plastiky v klasickém akademickém stylu, např. Krásná Italka (1941). Fontana tvořil v Itálii v době, kdy zde vládl Mussoliniho fašistický režim. Jedním z jeho symbolů byla Victoria, bohyně Vítězství u Římanů. I Fontana tento motiv několikrát zpracoval. Diametrální změnu v jeho tvorbě přinesl rok 1947, kdy formuloval principy své tvorby v manifestu Primo Manifesto dello Spazialismo (První manifest prostorovosti). Od tohoto roku nesla všechna jeho díla v záhlaví název Concetto spaziale (Prostorový koncept). Roku 1949 vytvořil své první Buchi (Perforace). Na plátno přilepil kus papíru a zezadu ho propíchl několika otvory. Později tímto způsobem prořezával různě zbarvená, jednobarevná plátna. Protože byla plátna proříznuta, staly se součástí obrazu obě jeho strany, prostor bezprostředně před obrazem, odkud byl veden řez i zvlněné okraje řezu. Umožnil tak vstup prostoru do obrazu. Fontana se zařadil mezi autory konceptuálního umění. Postupně vytvářel série tematicky a formálně blízkých uměleckých děl, která nesla jednotné pojmenování: Pastely (1954), Baroka (1954), Papíry (1957), Oleje (1957), Vrypy (1958), Kovy (1961), Konec boha (1963), Divadélka (1964), Elipsy (1967). Některé jeho plastiky jsou vystaveny ve veřejném prostoru. Protože licence na publikování většiny Fontanových děl není pro Wikipedii uvolněna, je nutno se s nimi seznámit na některém z Externích odkazů.

## Manifesty, které Fontana napsal nebo na jejichž vzniku se podílel
- 1946 Manifesto blanco (Bílý manifest) – samostatný autor
- 1947 Primo Manifesto dello Spazialismo (První manifest prostorovosti) – samostatný autor
- 1948 Secondo Manifesto dello Spazialismo (Druhý manifest prostorovosti) – samostatný autor
- 1950 Proposta di un Regolamento (Návrh souboru pravidel)
- 1951 Manifesto tecnico dello Spazialismo (Technický manifest prostorovosti) – samostatný autor
- 1952 Manifesto del Movimento Spaziale per la Televisione (Manifest o hnutí prostorovosti pro televizi)
- 1958 VII Manifesto tecnico dello Spazialismo (Sedmý technický manifest prostorovosti)

## Výstavy (výběr)
- 1926 1. salón umělců z Rosaria
- 1930 XVII. Benátské bienale
- 1931 Galleria del Milione, Milán (první samostatná výstava)
- 1933 V. trienále v Miláně
- 1935 První skupinová výstava italského abstraktního umění, Turín
- 1937 Světová výstava v Paříži
- 1939 III. kvadrienále národního umění, Řím
- 1949 Galerie Naviglio, Milán
- 1951 IX. trienále v Miláně
- 1954 XXVII. Benátské bienale
- 1959 The Institute of Contemporary Arts, Londýn; Documenta 2, Kassel
- 1961 Martha Jackson Gallery, New York (první samostatná výstava v USA)
- 1962 Städtische Museum, Leverkusen
- 1964 XIII. trienále v Miláně
- 1966 Walker Art Center, Minneapolis (retrospektiva)
- 1967 Stedelijik Museum Amsterdam (retrospektiva)
- 1968 Documenta 4, Kassel; XXXIV. Benátské bienale
- 1977 Guggenheimovo muzeum, New York (retrospektiva)
- 1990 Galleria civica, Modena